# Північно-східний китайський говір
Північно-східний говір (спрощ.: 东北话; кит. трад.: 東北話; піньїнь: dōngběihuà, дунбейхуа) — діалект, яким розмовляють мешканці північно-східного Китаю та Маньчжурії, за винятком Ляодунського півострова. 
Належить до північно-східної групи говорів північного наріччя китайської мови. Близький до розмовної китайської мови путунхуа. 
Поширений на території провінцій Хейлунцзян, Цзілінь та Ляонін, а також деяких районах Внутрішньої Монголії. Зазнав впливу маньчжурської та монгольської мов. 
Кількість мовців на 1988 рік становила близько 82 мільйонів осіб.